# L'Aile ou la Cuisse
Pour plus de détails, voir Fiche technique et Distribution.
L'Aile ou la Cuisse est un film comique français réalisé par Claude Zidi, sorti en 1976.
Le film raconte les aventures de Charles Duchemin, directeur d'un guide gastronomique à son nom, défenseur de la cuisine française traditionnelle et de qualité, et de son fils Gérard, plus tenté par la vie d'artiste, dans leur croisade contre la nourriture industrielle dont le fer de lance est Jacques Tricatel et ses restoroutes. Tournant en dérision le guide Michelin et l'entrepreneur Jacques Borel, l'histoire aborde un problème naissant dans la France des années 1970 : la malbouffe conséquente à l'essor de l'industrie agroalimentaire.
Né de la volonté du jeune producteur Christian Fechner de faire tourner son idole Louis de Funès, ce film marque le retour sur les écrans de l'acteur après trois ans d'absence, dus à de graves problèmes de santé. Dans une confrontation entre les générations, le film associe, comme père et fils, le vénérable comique avec l'humoriste Coluche, alors en pleine ascension. Ils sont notamment entourés de Julien Guiomar dans le rôle de Tricatel, Claude Gensac, Ann Zacharias et Raymond Bussières.
Le tournage a lieu de mai à août 1976, en pleine canicule, essentiellement près de Paris, dans des studios improvisés. La santé encore fragile de Louis de Funès est l'objet de toutes les attentions. Fechner s'est battu face aux sociétés d'assurances pour permettre à l'acteur de pouvoir revenir au cinéma. Afin de se préserver, Louis de Funès modère son jeu et le tend vers davantage de candeur. Coluche fait ses premiers pas hors de son personnage de scène.
L'Aile ou la Cuisse, sorti en octobre 1976, remporte un grand succès avec 5,8 millions d'entrées, terminant deuxième du box-office français de l'année 1976, derrière Les Dents de la mer. La critique, mitigée, salue le sujet de société évoqué et le retour réussi de Louis de Funès. Ce dernier, relancé, retrouve Claude Zidi sur La Zizanie (1978) et s'allie à Christian Fechner pour le reste de sa carrière. Coluche collabore à nouveau avec le réalisateur pour deux films en tant que tête d'affiche, Inspecteur la Bavure (1980) et Banzaï (1983).

## Synopsis

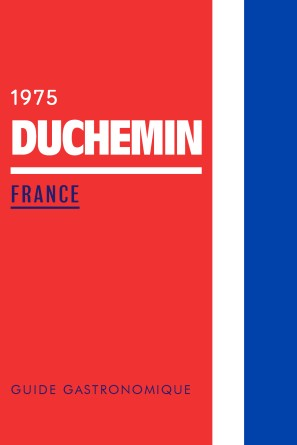
L'édition 1975 du « Guide Duchemin ».

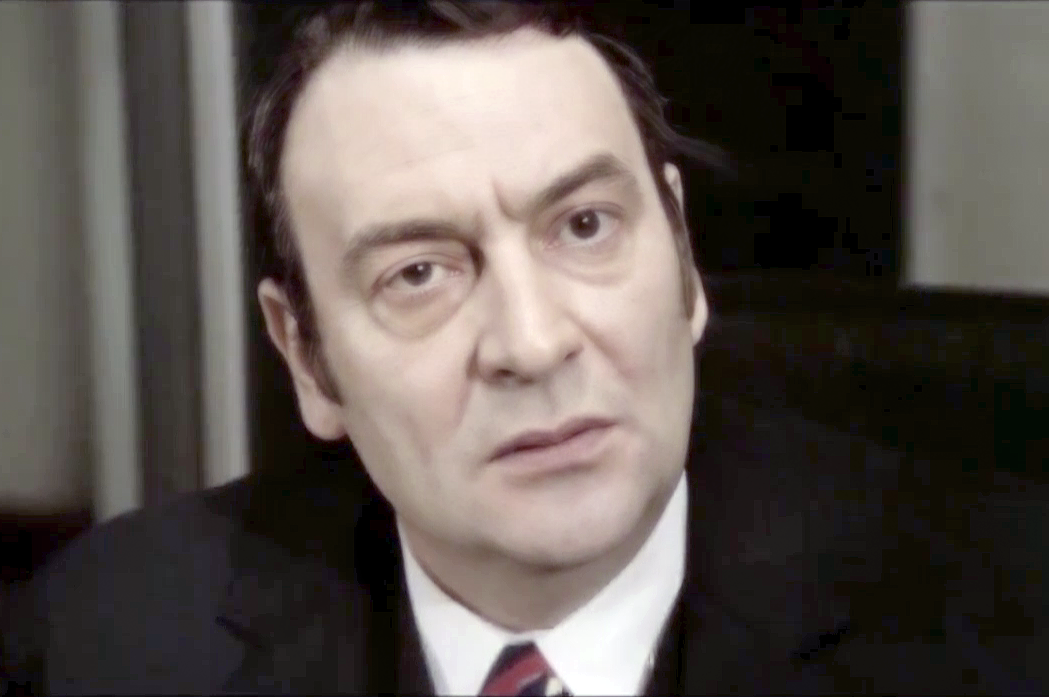
Julien Guiomar, le méchant industriel Tricatel.

Charles Duchemin, un redoutable critique gastronomique français, coutumier de visites impromptues et incognito dans de nombreux restaurants pour en vérifier la qualité, dirige d'une main ferme et efficace la maison d'édition d'un prestigieux guide gastronomique qui porte son nom.
Venant tout juste d'être élu à l'Académie française, Duchemin se prépare à prendre sa retraite, comptant confier les rênes du guide à son fils Gérard, lequel est toutefois davantage intéressé par les arts du cirque, étant membre d'une troupe qui se produit régulièrement à l'insu de son père. Toutefois, peu avant la parution de la nouvelle édition du « Guide Duchemin 1976 », Charles Duchemin apprend que Jacques Tricatel, le PDG d'une entreprise de nourriture industrielle servie notamment sur les restoroutes, a entrepris de racheter plusieurs restaurants étoilés par le guide. Cela inquiète Duchemin, qui refuse de primer des établissements servant de la nourriture qu'il juge de mauvaise qualité.
Afin de savoir quels restaurants il doit acheter en priorité, Tricatel envoie un faux plombier au siège des éditions Duchemin, afin qu'il y vole la maquette du guide à paraître. Toutefois, l'imposteur est démasqué et capturé au prix d'une course-poursuite, au cours de laquelle Marguerite (la secrétaire de Duchemin) est blessée. Afin de savoir qui envoie le plombier-espion, Duchemin prétend le laisser s'échapper en emportant son butin avec lui, celui-ci ignorant qu'il a en réalité dérobé la maquette du guide de l'année précédente. Duchemin et Gérard, suivant discrètement le voleur, assistent à sa rencontre avec Lambert, l'adjoint de Tricatel. Ce dernier se précipite auprès de son patron pour lui fournir les documents, mais l'industriel se rend immédiatement compte de la supercherie et blâme, non sans violence, son adjoint pour sa négligence.
Duchemin décide de se mesurer publiquement à Tricatel. Il accepte de participer à l'émission Tous les coups sont permis !, animée par Philippe Bouvard et qui consiste à faire débattre de manière virulente deux personnalités, à la condition que Bouvard invite également Tricatel, ce que ce dernier accepte. Avant cette rencontre, Duchemin décide de partir effectuer une tournée en province afin d'évaluer lui-même de nouveaux établissements. Il est accompagné de Gérard et de sa nouvelle secrétaire, également nommée Marguerite mais bien plus jeune et attirante que la première, et à laquelle Gérard n'est pas insensible. La troupe de cirque suit également Gérard, tout comme Lambert qui file Duchemin à la demande de Tricatel, l'industriel voulant garder un œil sur les agissements de son rival.
Lors de leur deuxième étape, Duchemin reçoit un appel téléphonique de Tricatel qui, moqueur, lui révèle la vérité sur la double vie de Gérard, dont il vient d'être informé par Lambert. Lorsque Gérard prétend sortir pour passer un appel à son tour, Duchemin le suit discrètement et assiste, incrédule, au spectacle de son fils au cirque dont il devient lui-même l'un des dindons de la farce, à la grande stupéfaction de Gérard quand il découvre que c'est son père qu'il vient de ridiculiser.
Duchemin, méprisant les choix de son fils, le traite de raté et retourne à l'hôtel-restaurant où ils séjournent. Il est alors piégé par les propriétaires : en effet, ces derniers possédaient autrefois un restaurant à qui Duchemin avait retiré ses étoiles, les ruinant et les forçant à travailler pour Tricatel. Les propriétaires conduisent alors Duchemin à la cuisine et le forcent, en guise de torture, à ingérer d'importantes quantités de nourriture de très mauvaise qualité, le rendant excessivement malade.
De retour à l'hôtel, Gérard et Marguerite (qui se sont rapprochés grâce au spectacle de cirque) trouvent Charles Duchemin en très mauvais état à la suite de son repas forcé, affalé piteusement, en pleine crise de foie, dans un couloir de l'hôtel. Conduit à la clinique, Duchemin est horrifié d'apprendre qu'il est devenu agueusique : il ne sent plus le goût des aliments qu'il mange, ce qui met gravement en péril sa réputation et celle de son guide. Échappant de justesse à une horde de journalistes, prévenus par Lambert, qui a pisté le père et le fils jusqu'à la clinique, Duchemin ne voit qu'une solution pour être en mesure d'affronter Tricatel lors de l'émission Tous les coups sont permis ! : s'infiltrer dans l'usine de Tricatel et trouver les preuves de la mauvaise qualité des aliments commercialisés par l'industriel.
Avec l'aide de Marguerite, Duchemin et Gérard parviennent à pénétrer dans l'usine. Tricatel, déjà présent sur le plateau de télévision et averti de l'intrusion, ordonne à Lambert de donner instruction aux gardes pour guider Duchemin et Gérard vers l'une des unités de conserverie afin de les transformer en boites de conserve. Sur place, échappant aux gardes, Duchemin et Gérard sont choqués de découvrir à quel point la malhonnêteté de Tricatel lui fait vendre des produits alimentaires douteux : légumes aussi élastiques que du caoutchouc, viande liquide durcie dans des moules chauffants, viande artificielle à base de pétrole, etc. Ils récupèrent plusieurs produits et, parvenant à tromper la vigilance des gardes, s'échappent de l'usine.
Duchemin et Gérard parviennent enfin au plateau de tournage de l'émission de télévision où attend Tricatel, qui se donne en spectacle et qui a organisé une dégustation à l'aveugle pour le directeur du Guide Duchemin, afin d'exposer au grand jour l'agueusie de celui-ci. Toutefois, c'est Gérard qui arrive sur le plateau, expliquant que son père a pris sa retraite le jour même et qu'il est le nouveau directeur du guide, fait confirmé par Duchemin quelques instants après quand celui-ci débarque sur le plateau en invectivant copieusement son rival, qui menace alors de le gifler publiquement. Gérard passe alors les premiers tests de Tricatel avec succès, tandis qu'en coulisses, un des techniciens de l'émission montre à Duchemin un enregistrement vidéo préparatoire, au cours duquel on entend clairement Tricatel ordonner à Lambert la « transformation » de Duchemin et de son fils en boîtes de conserve dans son usine.
Quand Gérard, en difficulté pour identifier un vin, reste sans réponse, Duchemin intervient et vole à son secours bien que Tricatel proteste, mais le public le réduit au silence. Duchemin, prenant le verre et l'examinant attentivement, reconnaît avec précision son contenu : un château Léoville Las Cases 1953 (deuxième grand cru de saint-julien) sans le goûter, provoquant un tonnerre d'applaudissements du public. Les Duchemin décident ensuite de rendre la monnaie de sa pièce à Tricatel, lui faisant goûter les « aliments » collectés dans son usine. Incapable de manger ses propres produits au goût immonde, Tricatel nie qu'ils proviennent de son usine, mais Duchemin demande alors à passer l'enregistrement vidéo compromettant qui dévoile la vérité. Sous les huées du public, Tricatel est déclaré grand perdant de l'émission et, humilié, est enlevé du plateau, son siège partant automatiquement par une porte du décor qui l'avale et le fait disparaître.
Duchemin reste finalement à la tête de son guide, son fils ayant pris la décision de continuer sa carrière dans le cirque, un choix désormais respecté par son père. Toutefois, Gérard déclare qu'il va réfléchir à son départ, en apprenant que Duchemin a engagé la jeune Marguerite de façon permanente aux côtés de son ancienne secrétaire. Duchemin est ensuite reçu pour un fastueux déjeuner gastronomique à l'Académie française, au cours duquel il retrouve (dans l'un des plats) la montre qu'il avait perdue lors de son passage dans l'usine de Tricatel.

## Fiche technique
- Titre : L'Aile ou la Cuisse
- Réalisation : Claude Zidi, assisté de Jean-Jacques Beineix et Hélène Bernardin
- Scénario et dialogues : Claude Zidi, avec la collaboration de Michel Fabre
- Décors : Michel de Broin
- Costumes : Jacques Fonteray
- Photographie : Claude Renoir, Vladimir Ivanov
- Son : Jean-Claude Laureux
- Montage : Robert et Monique Isnardon (image), Maurice Laumann (son)
- Effets spéciaux : Charles-Henri Assola, Rémy Julienne
- Musique : Vladimir Cosma
- Production : Christian Fechner
- Société de production : Les Films Christian Fechner
- Société de distribution : AMLF
- Budget : 23 millions de francs[2],[3] (soit environ 17,2 millions d'euros en 2024[4])
- Pays de production :  France
- Format : couleur (Eastmancolor) — 35 mm (Panavision) — 2,35:1 — son mono
- Genre : comédie
- Durée : 104 minutes
- Dates de sortie[5] : 
  - France : 27 octobre 1976
- Affiche : René Ferracci (France)

## Distribution
- Louis de Funès : Charles Duchemin
- Coluche : Gérard Duchemin
- Julien Guiomar : Jacques Tricatel
- Claude Gensac : Marguerite, la secrétaire de Charles Duchemin
- Ann Zacharias : Marguerite, la secrétaire intérimaire de Charles Duchemin
- Raymond Bussières : Henri, le chauffeur de Charles Duchemin
- Georges Chamarat : le secrétaire perpétuel de l'Académie française
- Jean Martin : le médecin
- Gérard Boucaron : Ficelle, un ami de Gérard
- Yves Afonso : le faux plombier
- Philippe Bouvard : lui-même
- Marcel Dalio : le tailleur
- Vittorio Caprioli : Vittorio, le restaurateur italien déchu par Duchemin
- Daniel Langlet : Lambert, l'adjoint de Tricatel
- Martin Lamotte : Roland, l'associé de Gérard au cirque
- Bouboule, Gérard Lanvin, Marie-Anne Chazel : les membres du cirque de Gérard
- Freddy et Bibi Cantarelli : les clowns du cirque
- Robert Lombard : le maître d'hôtel de la Coquille d'or
- Pierre Forget : le patron de l'Auberge de la truite
- Eduardo Bergara Leumann : le cuistot de l'Auberge de la truite
- Aurora Maris : Gina, la femme de l'aubergiste
- Gérard Lorin : le dentiste
- Max Montavon : Godefroy, le fabricant d'épées d'académicien
- Albert Michel : Morand, un collaborateur de Duchemin
- Fernand Guiot : Dubreuil, un collaborateur de Duchemin
- Antoine Marin, Maurice Vallier : des collaborateurs de Duchemin
- Pierre Decazes : le patron de l'hôtel
- Paul Bisciglia : le bagagiste
- François Viaur : un sommelier
- Mac Ronay : le sommelier bourré de tics
- Dominique Davray : l'infirmière musclée
- Jean Droze : un jardinier
- François Guillaume : un journaliste
- Bruno Moynot : le responsable du tourne-disques
- Jacques Mathou : un des photographes à la clinique
- Claude Zidi : le serveur de la Coquille d'Or qui prend la commande de Duchemin
- Frédérique Cantrel
- Jean Amadou : le narrateur (voix)

## Production

### Genèse et développement

#### Le rêve d'un jeune producteur

Christian Fechner rencontre Louis de Funès pour lui proposer un film avec les Charlots, alors à l'apogée de leur succès.

En 1972, le producteur Christian Fechner invite Louis de Funès à déjeuner, pour le rencontrer et lui proposer de produire un film avec lui. À cette époque, le dernier film de l'acteur est La Folie des grandeurs et son prochain sera Les Aventures de Rabbi Jacob, tous deux de Gérard Oury. Il déclare même ne vouloir plus tourner qu'avec ce réalisateur, déjà derrière Le Corniaud et La Grande Vadrouille. De son côté, Christian Fechner, la vingtaine, est un producteur de musique et de cinéma qui enchaîne lui aussi les succès : après avoir produit le chanteur Antoine, il a transformé les musiciens de celui-ci, Les Problèmes, en un groupe de chanteurs et d'acteurs nommé les Charlots. Le deuxième film des Charlots, Les Bidasses en folie de Claude Zidi, a été un triomphe commercial, parmi les plus importants de 1971, dépassant même La Folie des grandeurs. En 1972, les Charlots apparaissent dans deux films : Les Fous du stade de Zidi et Les Charlots font l'Espagne de Jean Girault, qui enregistrent presque dix millions d'entrées réunis. Auréolée de ces succès, l'invitation du jeune producteur ne peut donc qu'être acceptée par l'acteur. Lors du repas, le comique découvre un véritable admirateur, qui collectionne ses films et les regarde en boucle avec les Charlots, et rêverait de travailler avec son idole,.
Le producteur imagine réunir Louis de Funès et les Charlots, dans un projet de film inspiré de leur chanson Merci Patron, où il incarnerait ledit patron. Ses ouvriers, incarnés par les Charlots, devaient notamment séquestrer leur patron, comme cela se faisait beaucoup à l'époque. Le film serait réalisé par Jean Girault et scénarisé par son acolyte Jacques Vilfrid, fidèles collaborateurs funésiens, et les dialogues écrits par Michel Audiard. Les Charlots rencontrent leur futur partenaire dans les coulisses de la reprise d'Oscar mais le projet est finalement abandonné, en raison des nombreux autres projets des uns et des autres,. André Bézu, attaché de presse des Charlots à l'époque, note qu'Audiard et les Charlots venaient d'univers trop différents, l'un étant de la « génération vin rouge », les autres de la « génération pétard ».
Néanmoins, l'idée d'un film avec Louis de Funès produit par Fechner reste en suspens pendant un an. Christian Fechner et le réalisateur Claude Zidi viennent soumettre une nouvelle idée à Louis de Funès dans les coulisses de La Valse des toréadors : l'associer avec un jeune comédien de la génération montante, Pierre Richard, qui enchaîne les succès depuis Le Distrait, sa première réalisation, et que Zidi venait de diriger dans La moutarde me monte au nez et La Course à l'échalote,. Louis de Funès est séduit par le projet : ce nouveau partenaire lui plaît, le réalisateur et le producteur sont des faiseurs de succès. Il donne alors son accord de principe à Fechner, puis signe un contrat, le 6 janvier 1975. Toutefois, si le projet aboutit, il ne pourra être libre qu'après avoir tourné le prochain film de Gérard Oury, Le Crocodile, dont les prises de vues doivent débuter en mai 1975.

#### Louis de Funès frôle la mort

Louis de Funès, victime de sérieux problèmes de santé, revient au cinéma grâce au soutien de Christian Fechner.

D'octobre 1973 à avril 1974, Louis de Funès s'est épuisé à jouer La Valse des toréadors sur scène, frôlant même le malaise cardiaque. Il prend donc un an de repos avant Le Crocodile, sans autre film ni théâtre. En mars 1975, il subit deux sévères infarctus à neuf jours d'intervalle, puis reste deux mois et demi à l'hôpital. Ces problèmes de santé semblent mettre un terme à sa carrière et Le Crocodile est abandonné. Les médecins lui imposent un régime alimentaire drastique et lui ordonnent d'arrêter définitivement son métier, au cinéma autant qu'au théâtre, incompatible avec son état,,,. Par ailleurs, en juillet à l'hôpital, il est victime d'une tentative d'escroquerie du producteur du Crocodile qui, sur le point d'être ruiné par l'abandon du projet, essaie de monter une arnaque à l'assurance sur sa potentielle mort avant la fin de l'année 1976. Le Crocodile est annulé pour de bon dans les jours qui suivent.
S'il accueille dans un premier temps avec soulagement la décision des médecins, lassé du milieu du cinéma et de la pression de son succès, Louis de Funès déchante ensuite, réalisant qu'il ne jouera plus, se sentant désormais inutile, et sombre dans la déprime au cours de l'hiver 1975,. Regrettant de ne plus jamais pouvoir monter sur scène, il souhaiterait au moins tourner un film. Il est cependant considéré comme professionnellement mort par le milieu du cinéma, trop diminué voire mourant,. Il n'envisage pas de nouveau projet avec Gérard Oury, dont il s'est progressivement éloigné.
En janvier 1976, les médecins, certes évasifs, n'interdisent plus à Louis de Funès de reprendre son métier, bien que sa santé reste fragile. Après plusieurs mois de convalescence, Christian Fechner lui propose alors de poursuivre leur projet commun, désirant toujours accomplir son rêve de produire un « de Funès »,,,. À la même période, lors d'un dîner au Petit Colombier, rue des Acacias, Claude Zidi imagine un sujet de film : « Le garçon me demande à propos d'un poulet : « L'aile ou la cuisse ? ». J'ai trouvé que ça ferait un bon titre de film. Avec des amis, nous avons lancé la conversation sur le guide Michelin et sur la « malbouffe » qui commençait à sévir. Ainsi sont nés Duchemin et Tricatel, amalgame entre Borel, l'inventeur des restoroutes, et Ducatel, candidat farfelu aux présidentielles »,. Christian Fechner apprécie le titre et le sujet trouvés par Zidi ; il en fait la base de son projet « De Funès-Pierre Richard », qu'il prévoit aussitôt pour octobre 1976,,.
Pour tourner, Louis de Funès a cependant besoin d'une police d'assurance, indispensable pour valider le contrat signé un an plus tôt. Lors de la visite médicale nécessaire, le médecin agrée par la compagnie d'assurances juge que son cœur est trop fragile et qu'il risque un troisième infarctus indiscutablement mortel : l'assurance ne peut donc pas le couvrir. C'est un choc pour l'acteur, désespéré à l'idée de ne plus jamais pouvoir travailler. Conscient de la situation morale de l'acteur, Fechner, lui-même dans une mauvaise passe — la mort de son père le jour de Noël 1975, l'échec commercial de Calmos de Bertrand Blier, et sa séparation avec les Charlots —, décide de se battre pour lui obtenir un contrat d'assurance et lui faire retrouver le chemin des plateaux. La détermination du producteur touche la vedette. Fechner décroche le droit de le faire tourner trois semaines, renouvelable en fonction de son état. Le film est ainsi lancé avec seulement une partie du tournage assurée,,.
Le reste de l'équipe accepte par solidarité de mettre en jeu leurs paies pour permettre au film d'exister. Le réalisateur conditionne tout son cachet à l'achèvement du film,. Les techniciens sont exceptionnellement engagés pour des contrats d'une semaine renouvelables plutôt que pour le film entier,. Signe de l'importance énorme de Louis de Funès dans le cinéma européen, les distributeurs étrangers consentent à ne pas voir les avances investies dans le film remboursées s'il n'est pas terminé.
De son idée, Claude Zidi élabore le scénario d'un road movie gastronomique, avec l'aide de son ami Michel Fabre, partenaire d'écriture depuis Le Grand Bazar (1973),. Selon Thibault Decoster, biographe de Zidi, Fabre lui apporte « son mauvais esprit, un point de vue décalé et vachard sur la société, un cynisme bon enfant qui va désormais caractériser la marque de fabrique du cinéaste ». Le scénario est transmis aux comédiens fin mars.

### Attribution des rôles

#### Changement de partenaire

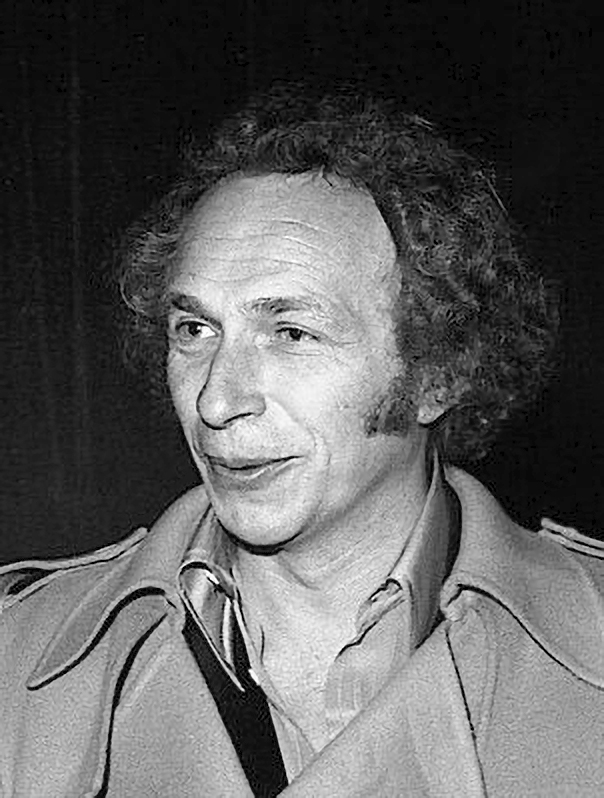
Le projet de L'Aile ou la Cuisse doit à l'origine associer Louis de Funès et Pierre Richard.

Durant la pré-production, alors que le scénario est à peu près finalisé, Pierre Richard se retire finalement du projet, considérant que le scénario écrit est décevant et trop éloigné des idées imaginées lorsque le film lui a été proposé par Zidi et Fechner : « On en a parlé, on en a esquissé une sorte de pitch, où j'étais le fils rêveur d'un de Funès râleur, qui, en reprenant sa succession, devenait aussi tranchant que le père. Et lui devenait plus tendre, car je lui donnais un petit-fils. Son regard bleu s'attendrissait, et je devenais comme de Funès, agressif, tranchant. Je trouvais ça drôle. Quand j'ai vu le scénario plus tard, il n'y avait rien de tout ça ». Il annonce à Claude Zidi ne plus avoir envie de le tourner et explique à Christian Fechner, qui lui offre un cachet énorme pour rester, qu'il vivrait mal le tournage en n'aimant pas son rôle, quel que soit le montant proposé,,. Il discute enfin avec Louis de Funès au téléphone pour lui expliquer son refus.
Son désistement a lieu un peu plus d'un mois avant le début du tournage : la rubrique des « films en préparation » du Film français du 16 avril 1976 annonce encore L'Aile ou la Cuisse avec Pierre Richard, puis le numéro de la semaine suivante publie la brève annonçant qu'il renonce, pour tourner en juillet Le Jouet. Dès septembre 1976, le comédien s'exprime publiquement, dans Le Film français : « J'avais envie de tourner avec de Funès, qui est un fantastique acteur comique, d'autant plus que c'est Claude Zidi qui devait nous diriger. Malheureusement, à la lecture du scénario, le rôle — je dis bien le rôle, pas le film — ne me convenait pas. Je ne me sentais donc plus capable de me lancer dans cette aventure, bien qu'on m'ait proposé un pont d'or ».

« J'ai été déçu par mon rôle. J'ai senti que si j'acceptais, j'aurais eu l'impression d'aller à l'usine. Et Dieu sait que j'avais envie de tourner avec de Funès ! Mais si le rôle ne me dit rien, je ne peux pas, même si c'est un coup commercial énorme. (…) Louis m'a téléphoné et m'a demandé pourquoi je refusais. Je lui ai répondu que je me faisais une joie de tourner avec lui, mais que je ne voulais pas interpréter ce rôle. Et il me dit  “ah bon, le scénario est mauvais ?”. Là, je me suis dit qu'il n'avait pas dû le lire. Parce que lui, il savait qu'il se débrouillerait toujours, quelle que soit la qualité de la scène, grâce à son talent énorme. Moi je n'avais pas cette faculté. Pour faire rire, j'ai besoin d'une situation. Je ne suis pas capable de lire le bottin en faisant rire. »

— Pierre Richard, 2005.

L'humoriste Coluche tient le rôle écrit au départ pour Pierre Richard.

Étant conçu comme une rencontre entre un « empereur du box-office » et son « héritier » des années 1970, le projet perd de son intérêt, et un nouvel acteur de la génération montante doit être trouvé pour incarner le fils de Duchemin. De plus, avec ce désistement, Daniel Toscan du Plantier retire la Gaumont, pressentie pour la distribution du projet. Claude Zidi pense alors à faire appel à Coluche, brièvement apparu dans Le Grand Bazar. En troisième ressort, il envisage de donner le rôle à Bernard Ménez, découvert dans Pleure pas la bouche pleine et Le Chaud Lapin,. Jeune humoriste, Coluche connaît le succès sur scène depuis 1974 mais divise les Français, avec son genre de comique nouveau, au ton acide, et souvent vu comme vulgaire. Il n'a alors eu que quelques petits rôles au cinéma, et vient de partager l'affiche de Les vécés étaient fermés de l'intérieur avec Jean Rochefort, un échec. Toscan du Plantier ne veut pas entendre parler de Coluche, dont la Gaumont a essuyé le « flop » des Vécés, et juge que « Coluche ne marche pas au cinéma et ne marcherait jamais au cinéma ». Finalement, Pierre Vercel, directeur général de Pathé, se montre intéressé pour distribuer le film, ce nouveau « de Funès » étant de toute façon très réclamé par les exploitants de salles.
Zidi et Fechner viennent soumettre le choix de son nouveau partenaire à Louis de Funès dans son château de Clermont,. L'acteur et son épouse sont déconcertés par l'annonce : « Et là, silence. [Ils] se regardent sans faire de commentaire. Il ne dit pas non, mais il ne dit surtout pas oui » raconte Fechner ; Jeanne de Funès le trouve vulgaire,. Lors du repas qui s'ensuit, l'idée n'est plus évoquée. Finalement, Olivier de Funès arrive et valide avec enthousiasme la proposition : il trouve l'idée excellente, allant même jusqu'à déclarer à son père « Il est plus drôle que toi », lui rappelle qu'il l'avait conseillé de le voir sur scène à Bobino et lui propose de lui faire écouter ses disques,. Son père est ainsi convaincu et l'engagement de Coluche annoncé à la fin du mois d'avril 1976.

#### Une distribution de fidèles
Le réalisateur s'attaque à la composition de la distribution dans le dernier mois de préparation. Afin de mettre la vedette dans les meilleures conditions, il accède à ses demandes de comédiens, lui qui aime retrouver sa « famille de cinéma ». Louis de Funès réclame ainsi la présence rassurante de Claude Gensac, ici affublée d'une perruque grise et de grosses lunettes pour son rôle de vieille secrétaire afin de la distinguer de ses personnages habituels d'épouses funésiennes,. Il place ses fidèles Max Montavon, le concepteur de l'épée d'académicien, et Jean Droze, jardinier des Duchemin,,. Il exige aussi un rôle pour Marcel Dalio, qui incarne le tailleur confectionnant l'habit vert d'académicien de Charles Duchemin, après avoir été le véritable Rabbi Jacob dans Les Aventures de Rabbi Jacob (1973),.
Zidi attribue le rôle de l'antagoniste Jacques Tricatel au truculent Julien Guiomar, second rôle de plus en plus sollicité et déjà vu dans La moutarde me monte au nez (1974),. Il l'emploiera encore dans quatre autres films,. Guiomar tient là son rôle le plus populaire, et raconta ne pas pouvoir entrer dans un restaurant sans entendre un amical « J'espère que ça sera meilleur que chez vous, monsieur Tricatel ! ». Le rôle de la jeune secrétaire Marguerite est confié à Ann Zacharias, à peine dix-neuf ans, remarquée par Zidi dans Les Doigts dans la tête (1974) ; l'actrice est suédoise mais le personnage hollandais, sans que Zidi ne se souvienne trop pourquoi, probablement une simple erreur sur la nationalité de la comédienne,. Louis de Funès retrouve aussi un vieux camarade, en tant que chauffeur de Duchemin : Raymond Bussières, rompu aux seconds rôles et proche comme lui des Branquignols dans les années 1950 ; Zidi le reprend dans Les Sous-doués (1980) pour le personnage du bachelier émérite. Autre ancien partenaire de la vedette, dans Le Tatoué (1968) ou Le Gendarme en balade (1970), Dominique Davray apparaît en infirmière. Apparu dans La moutarde me monte au nez, Vittorio Caprioli livre son rôle habituel d'Italien pour lequel le cinéma comique français l'engage, ici un restaurateur ruiné par Duchemin et racheté par Tricatel. Le journaliste Philippe Bouvard incarne avec amusement son propre rôle, animant une émission de « télé poubelle » ; il consacre dix jours au tournage malgré son emploi du temps surchargé de l'époque.

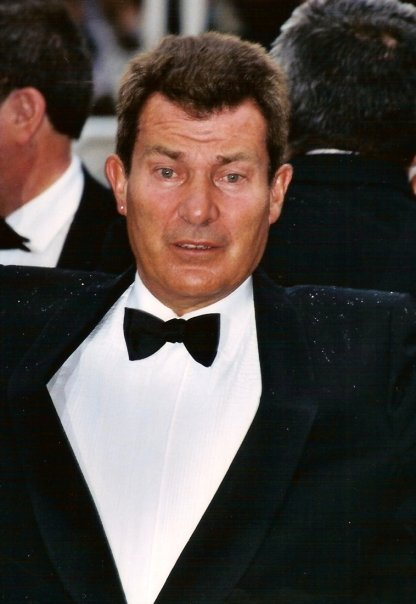
Coluche place des amis du café-théâtre, comme Martin Lamotte (ici en 2002).

Coluche souhaite jouer son personnage dans son fameux costume de scène — salopette à rayures bleues et t-shirt jaune — auquel le public l'identifie désormais. Zidi refuse sa requête. Il accepte à l'inverse de confier des petits rôles à ses amis comédiens débutants, venus du café-théâtre,,. Martin Lamotte, passé par Le Vrai Chic parisien, prend ainsi le rôle de Roland, associé de Gérard dans le cirque,. Gérard Lanvin, du café de la Gare, effectue sa première et unique figuration, comme employé du cirque, un an avant sa révélation dans Vous n'aurez pas l'Alsace et la Lorraine,,. Du Splendid, Marie-Anne Chazel apparaît en membre de la bande du cirque et Bruno Moynot en responsable du tourne-disques lors de la séance de photographies chez Duchemin, qui lance importunément la chevauchée des Walkyries,,. Coluche impose enfin son alter-ego Bouboule comme l'autre clown du cirque, un rôle au départ réservé par Zidi pour Georges Beller, qui triomphait sur scène dans Viens chez moi, j'habite chez une copine.

### Tournage

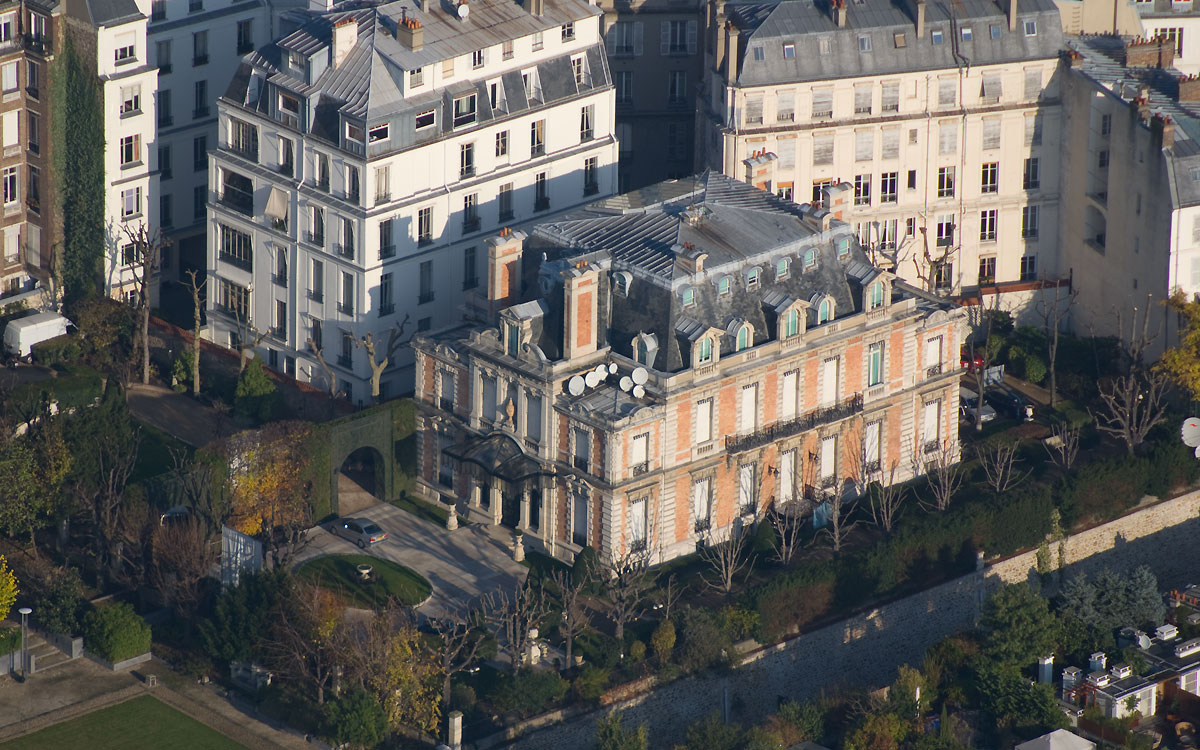
L'hôtel particulier du 5, place d'Iéna, résidence des Duchemin et siège des éditions du guide.

Le tournage de L'Aile ou la Cuisse s'étend du 24 mai au 16 août 1976. Le film est tourné entre autres : 
- dans l'Aisne à Guise ;
- dans l'Oise à Senlis et Ormoy-Villers ;
- dans l'Yonne au tunnel de Saint-Moré et Accolay ;
- à Paris dans les 7e arrondissement, 8e arrondissement, 15e arrondissement et 16e arrondissement ;
- en Seine-et-Marne à Nemours ;
- dans le Loiret à Fontenay-sur-Loing et Cepoy (commune de naissance de Rémy Julienne) pour une poursuite en voiture dans la rue du Relais que partagent ces deux communes, ainsi que sur l'ancienne route nationale 7 à Montargis ;
- dans les Yvelines à Dampierre-en-Yvelines et Trappes ;
- dans les Hauts-de-Seine à Puteaux (rue Marius-Jacotot et rue Anatole-France), Courbevoie Tour Manhattan et Sèvres ;
- dans le Val-de-Marne à Rungis et Créteil ;

Les bureaux du guide Duchemin se situent dans un hôtel particulier du 5, place d'Iéna à Paris. Son premier propriétaire était Gustave Eiffel, qui bénéficiait à l'époque d'une vue imprenable sur sa tour[réf. nécessaire]. En 2005 il est détenu par la famille Hariri.
La scène du tunnel pendant la poursuite en voiture a été tournée dans le tunnel routier de Saint-Moré (Yonne) sur l'ex route nationale 6.
L'usine Tricatel est en réalité l'usine Pernod, située 120, avenue Foch à Créteil (aujourd'hui démolie).
Le tournage, de mai à août 1976, est concentré au même endroit pour ménager la santé de la vedette et lui éviter des déplacements,. Redoublant de précautions, le producteur installe un service de secours — un cardiologue, une équipe de réanimation, une ambulance — toujours proche du plateau,,,. Les horaires de travail de la vedette sont allégés,. Il fait au maximum une dizaine de prises par scène, contre trente à quarante du temps de sa splendeur. Son régime drastique explique son amaigrissement, son vieillissement, son état diminué, visibles à partir de ce film.
Ces nouvelles limites physiques sont l'occasion d'apporter des nuances à son jeu : il appréhende son comique d'une nouvelle manière, parce que, reconnaît-il « je ne peux plus faire de la brutalité. Cette brutalité, cette colère, est un produit que j'avais fabriqué pour un rôle et tous les metteurs en scène m'ont demandé ce produit […] Désormais, ce comique ne m'intéresse plus »,,. Il est tout compte fait ravi par cette collaboration avec Coluche,.
Le film marque l'unique face-à-face entre Coluche, alors en pleine ascension, et Louis de Funès. En raison des problèmes cardiaques de l'acteur, le producteur Christian Fechner eut énormément de mal à conclure un contrat d'assurance pour le tournage et n'en obtint un que pour onze semaines de tournage. Les sept dernières semaines furent tournées sans assurance. Julien Guiomar se relevait également d'un infarctus.
Bien que leurs personnages se vouent une certaine attirance l'un envers l'autre dans le film, Ann Zacharias (Marguerite) n'était pas très à l'aise avec Coluche, reprochant à ce dernier de vouloir jouer pour lui, sans trop partager son expérience. En revanche, Zacharias s'est merveilleusement entendue avec Raymond Bussières.

### Bande originale

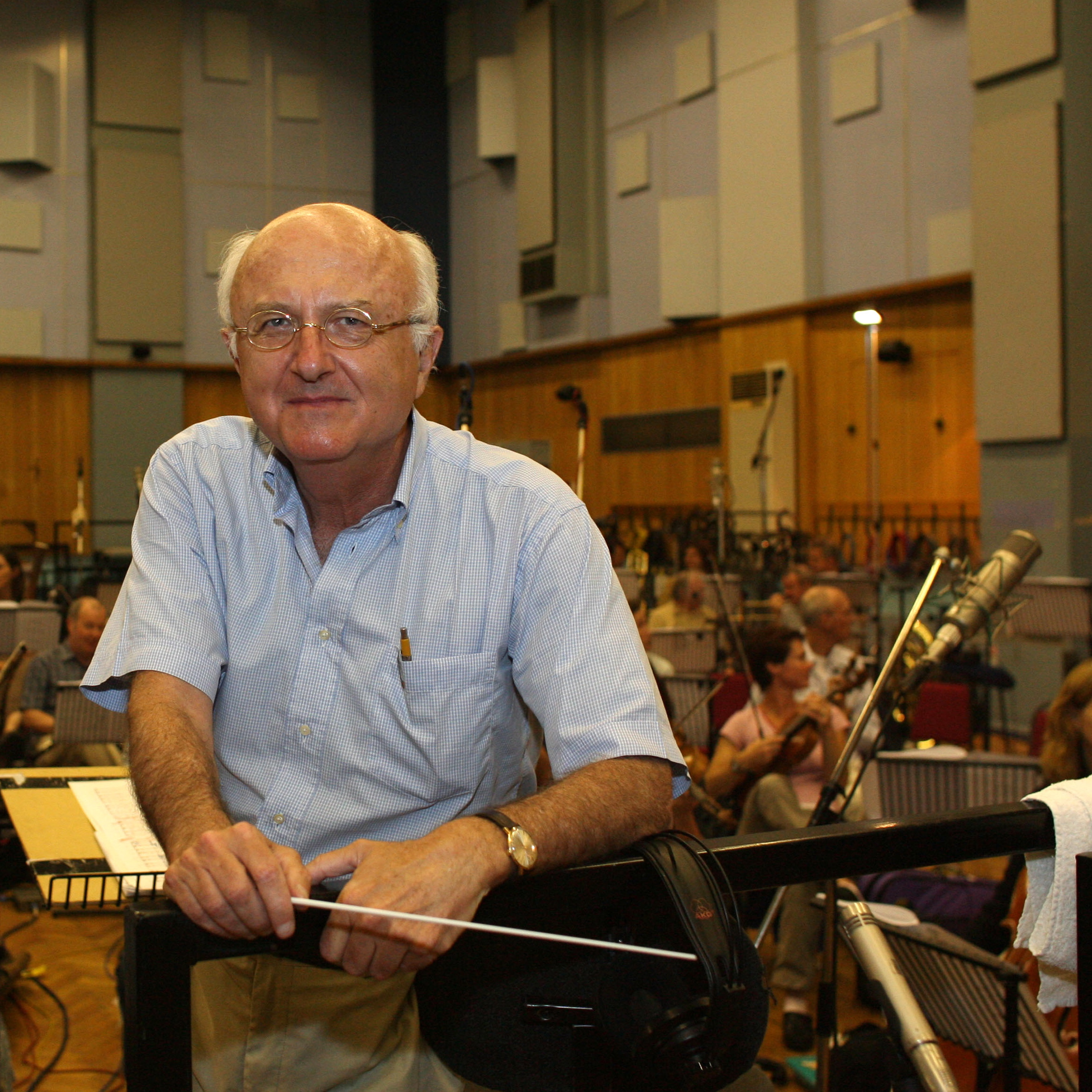
Vladimir Cosma, ici en 2007, compose la musique de L'Aile ou la Cuisse, trois ans après Les Aventures de Rabbi Jacob.

Vladimir Cosma compose la bande originale de L'Aile ou la Cuisse,,. Louis de Funès avait adoré le travail de Cosma sur Les Aventures de Rabbi Jacob (1973) et le réalisateur Gérard Oury prévoyait de le reconduire pour Le Crocodile,. Cosma avait par ailleurs mis en musique pour Claude Zidi La moutarde me monte au nez (1974) et La Course à l'échalote (1975), étant indissociable des aventures de Pierre Richard,. Il explique que la « couleur musicale » rattachée à Louis de Funès est « une couleur rythmique binaire. Alors que le ternaire permet des musiques jazzy et swing à trois temps, à la Gene Kelly, la musique binaire, très pop ou rock, offre une rythmique plus musclée. Pour Pierre Richard, personnage lunaire de comédie musicale, j’ai plutôt écrit des musiques ternaires. Pour Louis de Funès, et même s'il peut y avoir de l'émotion dessus, l’énergie du personnage m'a inspiré des musiques essentiellement binaires ».
À l'instar de son travail sur Les Aventures de Rabbi Jacob, le compositeur décrit cette œuvre comme « une musique de mélange, de styles, de rythmes et d'instruments. Il y a du baroque, des chœurs, du clavecin, du disco, du rock… ». Le personnage de l'éminent critique s'inscrivant dans la tradition de la gastronomie française, Cosma décide d'évoquer les repas des grandes fêtes de la cour, telles celles de Versailles, au Grand Siècle : « j'allai à la Bibliothèque nationale pour me plonger dans les partitions originales des principaux compositeurs français du XVIIIe siècle qui écrivaient les musiques des grandes Fêtes royales. Je m'imprégnais de l'esprit de Campra ou de Lully, et étudiais leur écriture. À cette occasion, je me suis remémoré la forme des danses de cour que j'avais apprises dans ma jeunesse au Conservatoire : le menuet, le passepied, la gigue, la pavane »,. Il considère cependant qu'« il fallait un regard d'aujourd'hui sur cette musique ancienne ». Le Concerto gastronomique repose ainsi sur la forme du concerto grosso et le « mélange d'orchestre symphonique et d'une rythmique « jazz / disco » soutenant un dialogue de deux trompettes », la trompette « classique » représentant le vénérable critique et la trompette « jazz » son fils ; la première est jouée dans le style « Grand Siècle », staccato et baroque, par le concertiste soliste Pierre Thibaud de l'Opéra de Paris et la seconde par le musicien de studio Pierre Dutour, accompagnés d'un chœur en partie issu du groupe Les Double Six,,. Ce contraste peut aussi symboliser l'opposition entre la gastronomie classique promue par Duchemin et l'alimentation industrielle moderne de Tricatel.
Avant le tournage, Vladimir Cosma élabore une musique de ballet devant servir pour une scène finalement coupée montrant Charles Duchemin réaliser une recette de cuisine. Lors des prises de vues, le chef Raymond Oliver apprend les gestes de la cuisine à Louis de Funès et double ses mains dans les gros plans,. Cosma raconte : « Nous avions imaginé la chorégraphie et les répétitions musicales se déroulaient dans son restaurant Le Grand Véfour ». Il prend également plaisir à composer les ambiances du cirque, la musique de cirque étant une inspiration cruciale pour le cinéma, de Charlie Chaplin à Nino Rota. Par ailleurs, la scène de la séance de photographies de Duchemin est perturbée par la tonitruante chevauchée des Walkyries, tirée d'un opéra de Richard Wagner.
Un premier album LP L'Aile ou la Cuisse, musique du film sort en 1976 sous le label Vogue,. La musique est ensuite publiée en CD dans plusieurs compilations des œuvres de Vladimir Cosma à partir des années 1990 et dans le coffret  Louis de Funès, bandes originales des films, vol. 2, paru en 1998 et ré-édité en 2007,,,. Une version remaniée plus complète est disponible au sein du coffret de CD Vladimir Cosma, vol. 2 : 51 bandes originales pour 51 films édité par Larghetto en 2010, avant d'être publiée seule en 2016,. L'album du film ressort en vinyle en 2020 avec des pistes aux titres modifiés.

## Exploitation et accueil

### Accueil critique
L'Aile ou la Cuisse reçoit des critiques contrastées. Christian Fechner n'a d'ailleurs pas organisé de projection spéciale pour la presse, trop souvent sévère envers ses productions. Les années antérieures, Louis de Funès bénéficiait d'un certain répit de la part de la critique dû à des projets plus appréciés comme La Folie des grandeurs (1971) ou Les Aventures de Rabbi Jacob (1973), après avoir déchaîné la critique dans la décennie précédente. De toute façon, la presse cinéphilique est alors davantage accaparée par les triomphes colossaux des Charlots, de Jean-Paul Belmondo et d'Alain Delon, le succès du cinéma porno et la vague des films catastrophes.

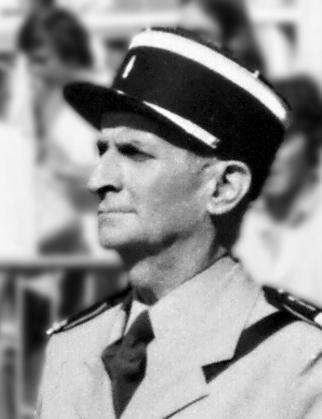
La critique remarque le changement de jeu d'acteur de Louis de Funès après ses problèmes cardiaques.

Le retour de Louis de Funès est apprécié, la critique remarquant l'évolution concomitante de son physique et de son jeu d'acteur. Claude Garson dans L'Aurore relève un « Louis de Funès, un peu amaigri, mais toujours aussi vif, [qui] gesticule un peu moins que d'habitude et c'est tant mieux. Nous dirons qu'il joue plus en intelligence et moins en gestes ». Robert Chazal, soutien indéfectible de l'acteur dans France-Soir, applaudit son retour : « Depuis qu'il avait pris un long repos forcé, nous attendions la rentrée de Louis de Funès avec sympathie, mais aussi avec une curiosité perplexe. Avait-il gardé toute sa puissance comique ? Nous sommes tout de suite rassurés par les premières scènes du film, déjà ponctuées d'éclats de rire. Mieux, moins prompt qu'auparavant à la grimace et aux signes extérieurs d'exaspération, il a gagné en nuances et en finesse de jeu ». Michel Lengliney de Télérama note que « Le roi de la grimace a gagné en profondeur pour avoir perdu en « extérieur ». Et son visage à géométrie variable exprime enfin plus d'une nuance jusque-là insoupçonnée ». Son association avec Coluche est diversement jugée : Le Parisien libéré considère Coluche comme « un excellent Sancho Panza » pour son partenaire, L'Aurore voit un « duo parfait » et Minute trouve l'humoriste « efficace et amusant », mais La Croix le désigne comme le « point faible du film ».
Le sujet polémique du film est salué par la plupart des critiques, un avis résumé par celui de L'Aurore : « Pourquoi ce film nous a-t-il tellement plu ? C'est parce qu'en étant drôle, il colle à une certaine réalité ». Cependant, L'Humanité est déçu par les possibilités inexploitées de ce qui aurait pu être « un pamphlet violent contre l'ordre social actuel », de par son scénario abordant le sujet réel de « la dégradation des conditions de restauration accessibles à la plupart des Français » : finalement, puisqu'il ne donne pas de solutions au problème, le film « se trouve réduit aux dimensions d'une piètre pitrerie d'un clown-vedette jouant à bon compte les redresseurs de tort ». Quelques autres critiques sont négatives, à l'instar de Valeurs actuelles qui parle d'« un somptueux festin parfaitement insignifiant » ou Le Canard enchaîné pour qui « l'aile n'a pas d'envergure et la cuisse manque de patte ». S'il est attiré par le sujet, François Chevassu de La Revue du cinéma en fustige néanmoins son traitement et son interprétation : « L'un fatigué par un infarctus et qui économise des effets usés, l'autre que l'obésité guette et qui remplace déjà les idées par des bretelles. Tout l'arsenal du gros rire y est. Plus quelques plagiats, mais tellement laborieux qu'on hésite à les reconnaître. Tout ce qui pourrait être corrosif est soigneusement gommé dans cette passionnante aventure qu'est la succession du fils à la tête d'une entreprise florissante, saine, morale, bien de chez nous en somme »,.

### Box-office
Le film cumule 5 841 956 entrées en France,. C'est le film français numéro 1 au box office 1976, le deuxième tous pays confondus.

### Sorties à l'étranger

Le titre allemand du film.

L'Aile ou la Cuisse sort aussi la même année en Belgique le 4 novembre à Courtrai sous le titre flamand Het vleugeltje of de bil, en Allemagne de l'Ouest le 10 décembre nommé Brust oder Keule, aux Pays-Bas le 16 décembre titré Wie dan leeft, wie dan zorgt, en Suède le 18 décembre intitulé En fluga i soppan, au Danemark le 26 décembre nommé Guf á la carte, en Turquie le 24 janvier 1977 sous le titre Eti benim kemiği senin, au Portugal le 9 février 1977 à Porto intitulé O Peito ou a Perna, en Italie le 17 mars 1977 titré L'ala o la coscia ?, en Pologne en mars 1978 nommé Skrzydełko czy nóżka, en Allemagne de l'Est le 21 juillet 1978, en Finlande le 11 août 1978 nommé Kärpänen sopassa, en Tchécoslovaquie en 1979 (intitulé Kridýlko nebo stehýnko en tchèque et Krídelko alebo stehienko? en slovaque) et en Hongrie le 27 décembre 1991 sous le titre Szárnyát vagy combját ?.
Le film connaît également des sorties en Argentine (Muslo o pechuga ou ¿La pata o la pechuga?)  en Bulgarie (Крилце или кълка), au Canada en français et en anglais, en Espagne (Muslo o pechuga), aux États-Unis, en Grèce (Στήθος ή μπούτι!), en Iran (Ashpaz Bashi), au Japon, en Lituanie (Sparnelis ir šlaunele), en Norvège (En flue i suppa), en Roumanie (Aripioara sau picior?), au Royaume-Uni, en Serbie (Krilo ili batak), en Slovénie (Bedrce ali perutnicka), en Ukraine (Крильце чи ніжка) et dans l'Union soviétique  (Крылышко или ножка). Le titre international anglophone est : The Wing or The Thigh.
L'Aile ou la Cuisse enregistre notamment 26 273 entrées au Danemark, 390 677 en Suisse et 916 726 en Espagne,. Le film connaît un excellent démarrage en Belgique avec environ 200 000 entrées en exclusivité, pour la plus grosse recette de la saison 1976-77 ; toute l'exploitation comptabilise finalement 20 562 000 francs belges. C'est un grand succès en Allemagne avec 3,1 millions d'entrées, soit le troisième meilleur résultat de l'année, derrière Les Douze Travaux d'Astérix et Vol au-dessus d'un nid de coucou,,. En Suède, il est 37e au box-office annuel avec 173 728 entrées, un score honorable pour un film français, cependant dépassé par le dessin animé d'Astérix. Aux Pays-Bas, il est le 13e meilleur résultat de l'année civile. L'exploitation à Athènes récolte 111 931 entrées, soit le huitième meilleur résultat de l'année 1977. À l'inverse, le film ne trouve pas son public en Italie.

### Distinction
- 1978 : Écran d'or, en Allemagne de l'Ouest, pour son box-office allemand[47].

### Postérité
Dès le tournage, Christian Fechner propose un contrat pour de prochains films à Louis de Funès. L'acteur se laisse du temps pour accepter, expliquant a posteriori ne pas vouloir l'encombrer d'un contrat avec lui au cas où le film ne marcherait pas. Après le succès de L'Aile ou la Cuisse, il signe un accord pour trois films. Une relation particulière s'établit entre le producteur et la vedette : bien que le contrat ne le lie pas obligatoirement à Fechner, Louis de Funès en fait son producteur exclusif, lui fait passer toutes les propositions qu'il reçoit et contraint les autres producteurs à traiter avec lui. À part L'Animal mené par Jean-Paul Belmondo, et dans lequel il espérait lui donner un rôle, Fechner monte des retrouvailles avec Robert Dhéry et les Branquignols dans un projet intitulé Une pie dans l'poirier, prévu pour Noël 1977 et abandonné,,, puis La Zizanie (1978), à nouveau avec Claude Zidi, l'associant à Annie Girardot,. Le producteur permet à Louis de Funès de réaliser deux films lui tenant à cœur, L'Avare (1980) et La Soupe aux choux (1981),. Également proche des comiques du café-théâtre, Fechner, toujours désireux de mêler les générations, tente enfin de réunir son acteur-fétiche avec les membres de la troupe du Splendid dans Papy fait de la résistance (1983),,. Quant à Coluche, il retrouve Claude Zidi pour Inspecteur la Bavure (1980) et Banzaï (1983) puis, en second rôle, dans Les Rois du gag (1985).
L'Aile ou la Cuisse, à l'instar des autres films de Louis de Funès, marque la culture populaire française. La musique composée par Vladimir Cosma connaît une popularité durable. Le nom du label discographique indépendant Tricatel, fondé en 1995 par Bertrand Burgalat, fait référence au film. En 2022-2023, le film est mis à l'honneur lors d'une exposition consacrée à la gastronomie française au musée Louis-de-Funès,. En 2025, un sondage classe L'Aile ou la Cuisse comme la treizième comédie préférée des Français.

### Exploitation ultérieure
Diffusé le 29 mars 2020 pendant la période de confinement dû à la maladie à coronavirus 2019, le film attire encore 4,14 millions de Français en moyenne plus de 40 ans après sa sortie.

## À noter
- Le nom, la forme, la couleur et la typographie du « guide Duchemin », ainsi que les récompenses qu'il décerne, rappellent le célèbre guide Michelin, fondé par André Michelin en 1900. Le personnage pragmatique et relativement rustre de Jacques Tricatel est, lui, librement inspiré de l'industriel français Jacques Borel, le « Napoléon du prêt-à-manger » incarnant la malbouffe des années 1970 notamment au travers de ses restaurants d'autoroute[12].
- La scène du faux plombier est inspirée de l'affaire des plombiers, une tentative du gouvernement français d'espionner la rédaction du journal Le Canard enchaîné ayant fait scandale trois ans plus tôt.[réf. souhaitée]

- En 1976, Philippe Bouvard crée sur la chaîne publique française Antenne 2, une séquence de débat télévisé entre deux personnalités notoirement connues pour être ennemies, intitulée « L'Huile sur le feu », dont l'idée lui est directement inspirée par la scène du débat du film dans l'émission fictive Tous les coups sont permis[57].
- La voiture de Coluche dans le film est une AMC Pacer X[58].
- Dans le résumé du DVD, le personnage de Coluche est appelé "Pierre" alors que dans le film, il porte le nom de "Gérard".